# Szirmabesenyő
Szirmabesenyő es un pueblo húngaro perteneciente al distrito de Miskolc, condado de Borsod-Abaúj-Zemplén.

## Superficie
Cuenta con una superficie de 15,75 km².

## Demografía
Hasta 2024 la población era de 4381 habitantes, con una densidad de población de 278,15 hab/km².
| Gráfica de evolución demográfica de Szirmabesenyő entre 2020 y 2024 |
|                                                                     |
| Datos según la Oficina Central de Estadística de Hungría.           |